# Heliodoxa
Heliodoxa es un género de aves apodiformes perteneciente a la familia Trochilidae —los colibríes— que agrupa a diez especies nativas de la América tropical (Neotrópico), cuyas áreas de distribución se encuentran entre Costa Rica en América Central y el norte de América del Sur hasta el centro de Bolivia y el sureste de Brasil. A sus miembros se les conoce por el nombre común de brillantes o diamantes.

## Características
Los colibríes de este género son robustos, miden entre 11 y 14 cm de longitud, de pico grueso y recto o apenas curvo. La coloración general es verde oscuro brillante y la cola es variablemente furcada según la especie. Su corona aparece aplastada frontalmente, puesto que sus plumas cubren hasta una inusual parte basal del pico. Poseen una mancha blanca detrás del ojo.

## Taxonomía
El género Heliodoxa fue propuesto por el ornitólogo británico John Gould en 1850, la especie tipo subsecuentemente designada fue Trochilus leadbeateri, actualmente Heliodoxa leadbeateri.
La especie H. rubricauda, la única del género que se distribuye en la Mata Atlántica del este de Brasil,  fue históricamante tratada en un género monotípico Clytolaema, hasta que los amplios estudios genéticos de McGuire et al. (2014) demostraron que la especie estaba profundamente embutida en el presente género. En la Propuesta No 928 al Comité de Clasificación de Sudamérica (SACC) se aprobó la fusión del género Clytolaema en el presente, lo que fue seguido por las principales clasificaciones. En la misma propuesta se rechazó la transferencia de H. schreibersii para un género monotípico resucitado Ionolaima, así como también la inclusión en el presente de la especie Sternoclyta cyanopectus.
La subespecie H. schreibersii whitelyana, endémica de Perú, es tratada como una especie separada de H. schreibersii: el brillante pechinegro (Heliodoxa whitelyana) por las clasificaciones Aves del Mundo (HBW) y Birdlife International (BLI), con base en diferencias morfológicas; pero esto no es seguido por las principales clasificaciones.

### Etimología
El nombre genérico femenino «Heliodoxa» se compone de las palabras del griego «hēlios» que significa ‘sol’, y «doxa» que significa ‘gloria’, ‘magnificencia’.

## Lista de especies
Según las clasificaciones del Congreso Ornitológico Internacional (IOC) y Clements Checklist/eBird, el género agrupa a las siguientes especies con el respectivo nombre popular de acuerdo con la Sociedad Española de Ornitología (SEO):
| Imagen | Nombre científico      | Autor                      | Nombre común            | Estado de conservación | Distribución |
| ------ | ---------------------- | -------------------------- | ----------------------- | ---------------------- | ------------ |
|        | Heliodoxa xanthogonys  | Salvin & Godman, 1882      | brillante de tepui      | LC                     |              |
|        | Heliodoxa gularis      | (Gould), 1860              | brillante gorgirrosado  | LC                     |              |
|        | Heliodoxa branickii    | (Taczanowski), 1874        | brillante alicanela     | LC                     |              |
|        | Heliodoxa schreibersii | (Bourcier), 1847           | brillante ventrinegro   | LC                     |              |
|        | Heliodoxa aurescens    | (Gould), 1846              | brillante pechicastaño  | LC                     |              |
|        | Heliodoxa rubinoides   | (Bourcier & Mulsant), 1846 | brillante pechigamuza   | LC                     |              |
|        | Heliodoxa jacula       | Gould, 1850                | brillante coroniverde   | LC                     |              |
|        | Heliodoxa imperatrix   | (Gould), 1856              | brillante emperador     | LC                     |              |
|        | Heliodoxa leadbeateri  | (Bourcier), 1843           | brillante frentivioleta | LC                     |              |
|        | Heliodoxa rubricauda   | (Boddaert), 1783           | colibrí colirrojo       | LC                     |              |